# Calophyllum pascalianum
Calophyllum pascalianum är en tvåhjärtbladig växtart som beskrevs av B.R.Ramesh, Ayyappan och De Franceschi. Calophyllum pascalianum ingår i släktet Calophyllum och familjen Calophyllaceae. Inga underarter finns listade i Catalogue of Life.